# Lossinoostrovski
Lossinoostrovski (Муниципальный округ Лосиноостровский) est un district municipal de la ville de Moscou, capitale de la Russie, dépendant du district administratif nord-est.

## Territoire et frontières
Le district se situe dans le district administratif nord-est de Moscou.
La frontière du district de Losinoostrovski suit les rues Menjinski, Letchika Babouchkina, Ostachkovskaïa, l'anneau routier MKAD, ainsi que les voies de la ligne ferroviaire de Iaroslavl (MJD).
À l'est et au sud-est, il est limitrophe du district de Iaroslavski, au sud-ouest — du district de Babouchkinski, et au nord-ouest — du district de Severnoïe Medvedkovo.
La superficie totale du district est de 554 hectares (dont 370,3 hectares de terrains bâtis).
Deux rivières traversent le district: l'Ichka et la Iaouza.

## Histoire

### 1898—1917. Émergence et développement du village de Losinoostrovski
Le premier village sur le territoire de l'actuel district de Losinoostrovski a été fondé en 1898, après l'ouverture de la plateforme du 10e verste (verste: unité de distance russe) de la ligne ferroviaire Moscou-Iaroslavl (transformée plus tard, en 1902, en gare de triage de Losinoostrovskaïa). À cette époque, la forêt située entre la voie ferrée et la rivière Iaouza a été cédée par le Département des domaines impériaux (Oudel) pour la construction de résidences d'été. Le premier village a été nommé Losinoostrovsk. Plus près de la place «Perlovskaïa», un autre village, Djamgarovka, a été fondé plus tard (le nom vient des frères Djamgarov, banquiers moscovites renommés de l'époque, qui possédaient des résidences d'été ici ; les Djamgarov figuraient également parmi les principaux promoteurs de la partie ouest de Losinoostrovskaïa). À l'ouest, Losinoostrovsk était limitrophe des domaines de Richter. Malgré le prix élevé des terrains (2400—3000 roubles par dessiatine), les villages ont commencé à se développer activement dès la fin des années 1890, favorisés par leur proximité avec Moscou et une liaison ferroviaire pratique avec la capitale (depuis la gare de Losinoostrovskaïa). De plus, Losinoostrovskaïa attirait de nombreux vacanciers grâce à ses forêts de pins ; on considérait que les conditions naturelles locales étaient propices au traitement de la tuberculose. La popularité de cette destination s'explique également par sa proximité avec la capitale: le trajet en train jusqu'à Moscou ne prenait que 13 à 15 minutes (en 1913, les trains partaient toutes les 40 minutes environ en été). Une partie importante de la population était composée de travailleurs de la gare ferroviaire.
Peu après le début de la construction, à l'initiative des frères Djamgarov, l'étang de la rivière Ichka a été approfondi; en 1905, une Société d'aménagement a été créée. Les premières rues de Losinoostrovskaïa étaient des clairières percées dans la forêt, mais dès le début des années 1900, des travaux d'aménagement actifs ont commencé: l'éclairage des rues avec des lampes à pétrole a été installé, un théâtre d'été et un court de tennis ont été construits, et une brigade de pompiers volontaires a été formée,:5. Dès 1905, un «parc public d'une verste de long et d'une superficie de 14,5 dessiatines»:5 a été aménagé — l'actuel parc Babouchkinski.
Losinoostrovsk dans les années 1910
L'un des frères Djamgarov, Ivan Issaakovitch, faisait partie du Comité de bienfaisance des prisons et s'occupait, entre autres, des enfants de détenus, dont certains passaient l'été à Losinoostrovskaïa sous la garde de l'épouse de Djamgarov. La famille Grinev s'est également beaucoup investie dans l'aménagement du nouveau village de vacances. En été, les pensionnaires de plusieurs institutions pour enfants venaient à Losinoostrovskaïa — l'orphelinat municipal des frères Bakhrouchine, l'orphelinat du docteur F. P. Gaaz et la crèche Alexeïevski-Elisavetinski. Une partie de la localité dans cette région a pris le nom de Djamgarovka. Le 14 mars 1911, la «Société d'aménagement de la localité de vacances "Djamgarovka"» a été créée.
Publicité pour une pharmacie à Losinoostrovsk, 1913
Dès 1913, le village disposait de sa propre centrale téléphonique (créée en 1906, desservant 60 numéros en 1913), d'un réseau d'eau potable, d'une école (ouverte en septembre 1909), d'une grande bibliothèque (organisée à l'initiative du professeur agrégé de l'Université de Moscou A. A. Borzov), d'un cinéma, d'un théâtre d'été, d'un bureau de poste, d'une clinique (ouverte en 1911), de plusieurs boutiques, d'un refuge pour femmes âgées de profession médicale (à l'est de la voie ferrée), d'une caserne de pompiers (près de l'intersection des actuelles rues Roudneva et Izoumroudnaïa, le bâtiment n'a pas été conservé). Les débits de boisson et les tavernes ne pouvaient s'ouvrir que sur les terres paysannes environnantes, car les autorités de l'Oudel et de Richter n'autorisaient pas cela sur leurs terres. Une église en pierre dédiée à Adrien et Nathalie a été construite sur la route de Iaroslavl (architecte S. M. Ilinski) ; en 1905—1908, une petite église en bois (architecte K. K. Hippius) a été érigée près du refuge pour femmes de profession médicale; la construction de l'église à deux autels de la Trinité à Losinoostrovskaïa a commencé en mars 1916 avec le sanctuaire de Kazan et le clocher, qui ont marqué la fin des travaux. À l'automne 1912, une passerelle piétonne a été ouverte au-dessus de la voie ferrée, reliant les deux parties de Losinoostrovsk. À partir de 1909, le mensuel «Le Messager de Losinoostrovsk» a été publié. La Société d'aménagement a réussi à fermer

### Époque soviétique
Après 1917, presque toutes les rues du village ont été renommées. Le long de la voie ferrée s'étendait le passage Trotski, de l'autre côté de la route — le passage Oulianovski, sont apparues la rue Komintern, ainsi que les passages Karl Marx, Tchitcherine, Lounatcharski et des Communistes.
Jusqu'en 1921, le village de Losinoostrovsk faisait partie du district de Sokolniki à Moscou. Le 27 novembre 1921, il a été intégré au district de Moscou dans la province de Moscou.
Dans les années 1920, le développement culturel du village s'est poursuivi ; un musée expérimental et laboratoire pour l'étude de la région a été organisé sur la route d'Ostachkovo. En 1925, Losinoostrovski a obtenu le statut de ville. Le premier conseil municipal s'est installé dans l'ancienne église en bois de la Sainte-Trinité sur la rue Sovetskaïa (plus tard, il a déménagé dans un immeuble résidentiel de cinq étages, aujourd'hui au 20/2 de la rue Komintern). La population de la nouvelle ville a rapidement augmenté ; Losinoostrovski s'est développé comme une ville satellite de Moscou. En 1929, la ligne ferroviaire reliant la ville à Moscou a été électrifiée. Dès les années 1920, l'éclairage électrique est apparu à Losinoostrovski. À partir des années 1930, l'industrie a commencé à se développer dans la ville ; une fabrique de meubles, une fabrique d'instruments de musique, une usine de systèmes de signalisation ferroviaire, entre autres, ont été mises en service. Les quatre écoles construites au début du XXe siècle ont continué à fonctionner (en 1930, la première école en brique a été construite, remplaçant le gymnase incendié en 1922), et l'ancien hôpital zemstvo est resté en activité. Sur la rue Sovetskaïa, un club pour les cheminots a été aménagé. Au milieu des années 1930, l'administration du Métrostroï a construit un immeuble de cinq étages en brique à l'angle de la rue Medvedkovskaïa (aujourd'hui rue Lenskaïa, n° 2/21), où ont été installés un magasin, une polyclinique, un bureau de poste et un central radio. Les soins médicaux se sont également améliorés: en 1927, une polyclinique a été ouverte sur la rue Medvedkovskaïa, en 1929, une maternité a commencé à fonctionner sur la même rue, et en 1937, une deuxième polyclinique a été ouverte dans la partie nord de la ville, sur le territoire de l'ancien village de vacances Djamgarovka.
En 1939, la ville a été renommée en l'honneur de l'aviateur polaire M.S. Babouchkine, né près de Losinoostrovskaïa (aujourd'hui, un monument à l'aviateur se trouve dans le parc de culture et de loisirs Babouchkinski ; une des principales rues du district porte également son nom). La rue principale de la ville était Sovetskaïa. Le lieu de détente principal des habitants était le parc de culture et de loisirs Babouchkinski, où se trouvait un cinéma en bois «Babouchkinski» (aujourd'hui, le cinéma «Arktika» se dresse à sa place) ; le parc abritait plusieurs compositions sculpturales, dont seul le monument à A. S. Pouchkine a été conservé. En 1960, la ville de Babouchkine a été intégrée à Moscou. En 1964, un grand complexe hospitalier (hôpital n° 20, rue Lenskaïa, maison 15) a été construit sur le territoire de l'ancienne ville de Babouchkine.
Dans les années 1950-1960, une grande partie du district a été construite avec des immeubles typiques en brique, principalement de cinq étages. Dans les années 1970, les quartiers au nord de la rue Malyguine, ainsi que les rues Naproudnye, ont été construits. À la place de la maison de maître des Djamgarov, un hôpital pour les vétérans de guerre a été construit. Le passé de villégiature du district est rappelé par les vergers de pommiers dans le parc «Torfianka» et les nombreux cerisiers dans les cours des immeubles. Il n'y a pas si longtemps, il y avait encore plus de bâtiments rappelant la vie de villégiature de l'ancienne Losinka ; il s'agit des maisons incendiées près de la gare de Losinoostrovskaïa et sur la rue Komintern (la dernière — une maison de vacances des années 1910 — était construite dans le style Art nouveau) ; une maison en bois de deux étages des années 1910 (rue Izoumroudnaïa, 18/14), démolie à l'été 2008.

### Création du district
Le district de Losinoostrovski a été créé le 5 juillet 1995 conformément à la loi «Sur la division territoriale de la ville de Moscou».

Le district de Losinoostrovski ne comprend pas tout le territoire de l'ancienne ville de Babouchkine. Une partie du territoire a été attribuée aux districts de Sviblovo, Babouchkinski et Iaroslavski.

Armes du district
Drapeau du district